# St. Peter und Paul (Niederndodeleben)

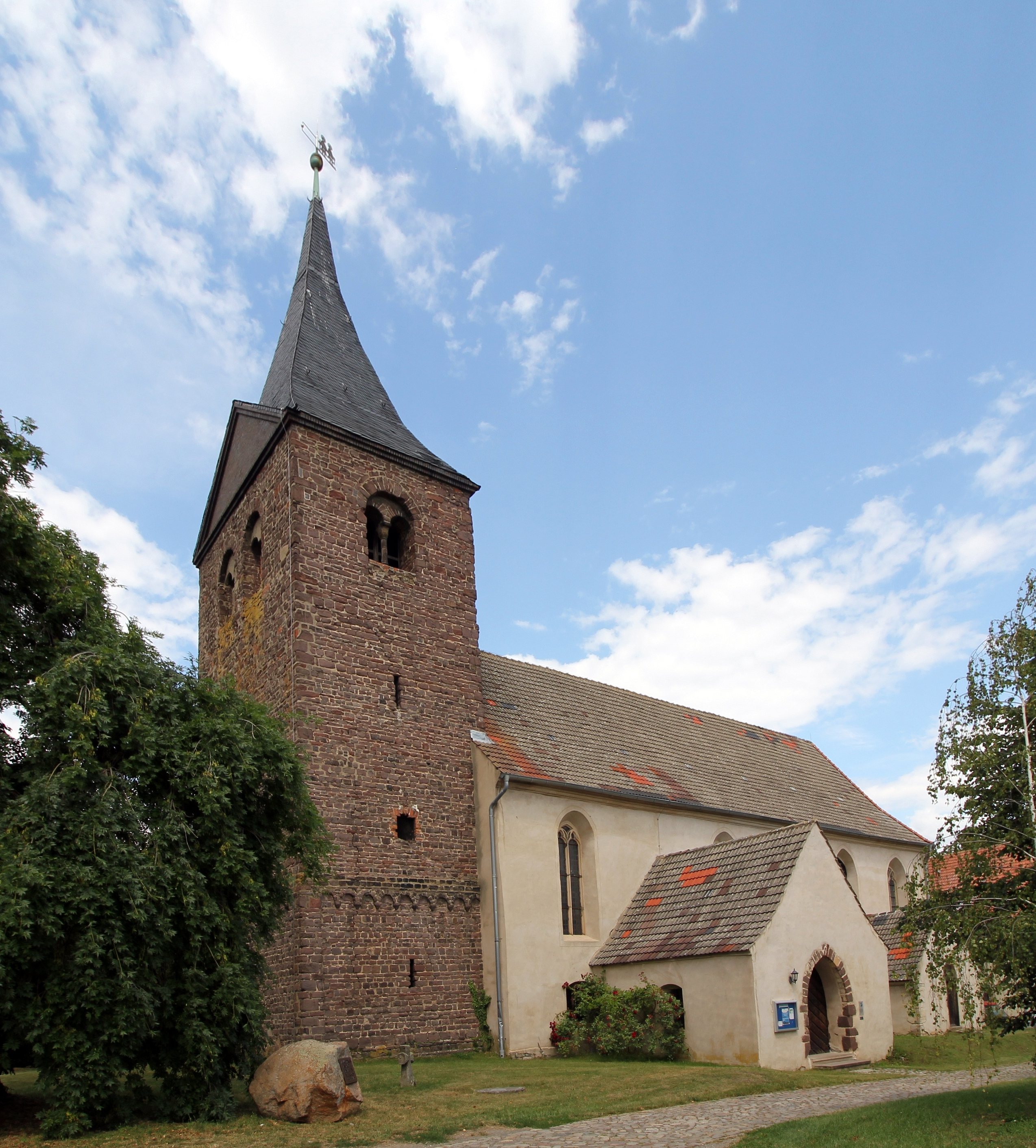
St. Peter und Paul in Niederndodeleben

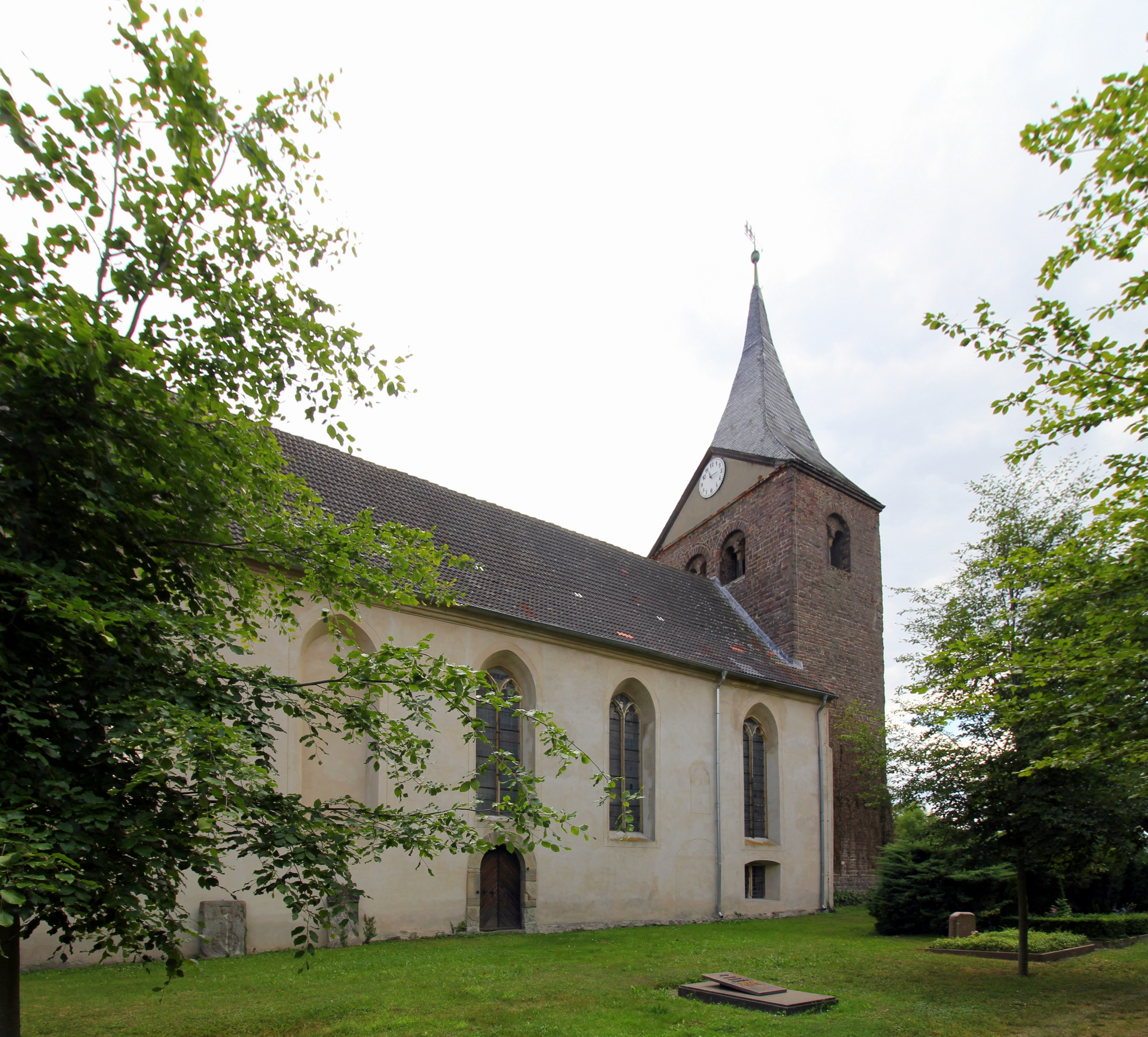
Nordostansicht

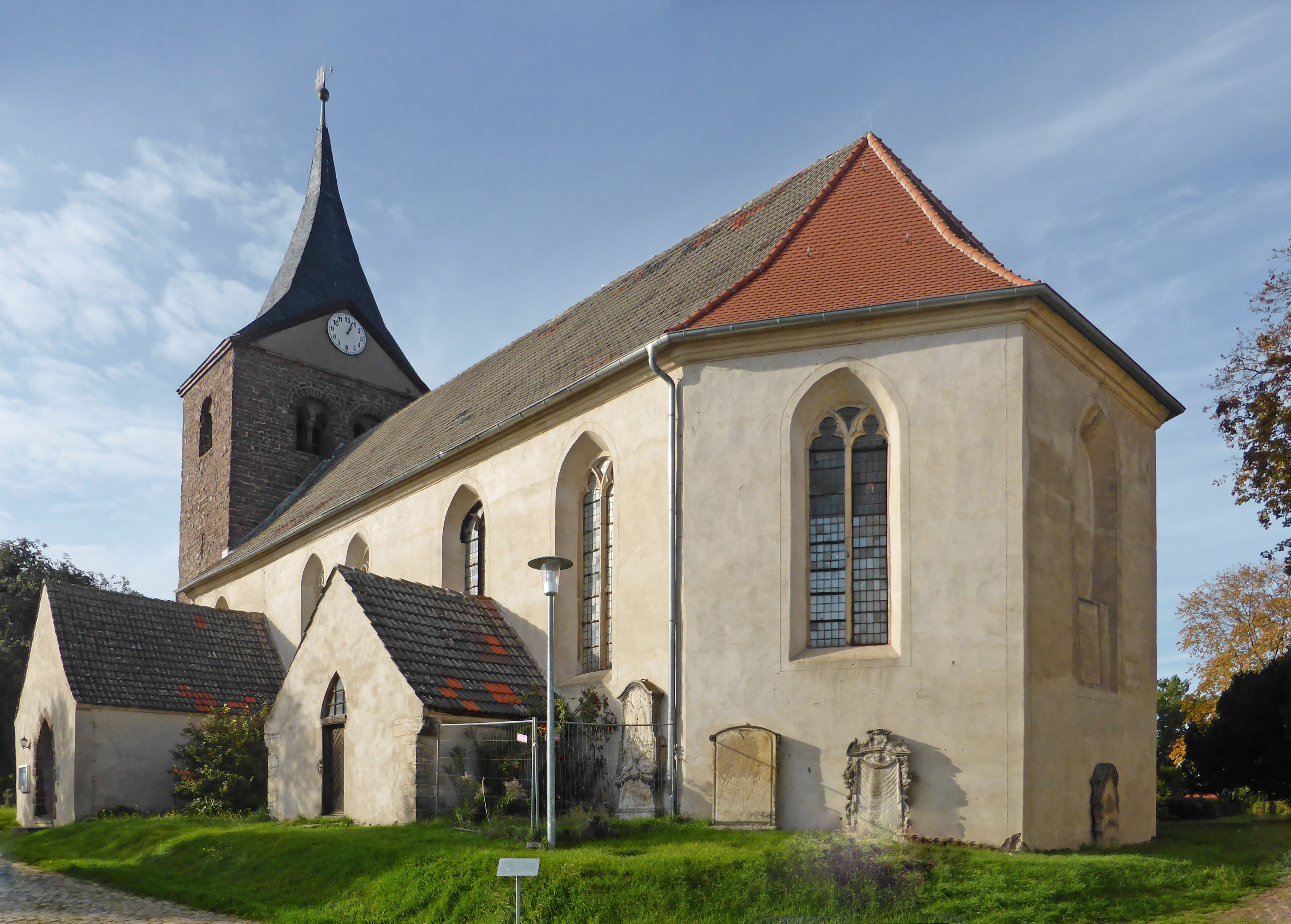
Südostansicht

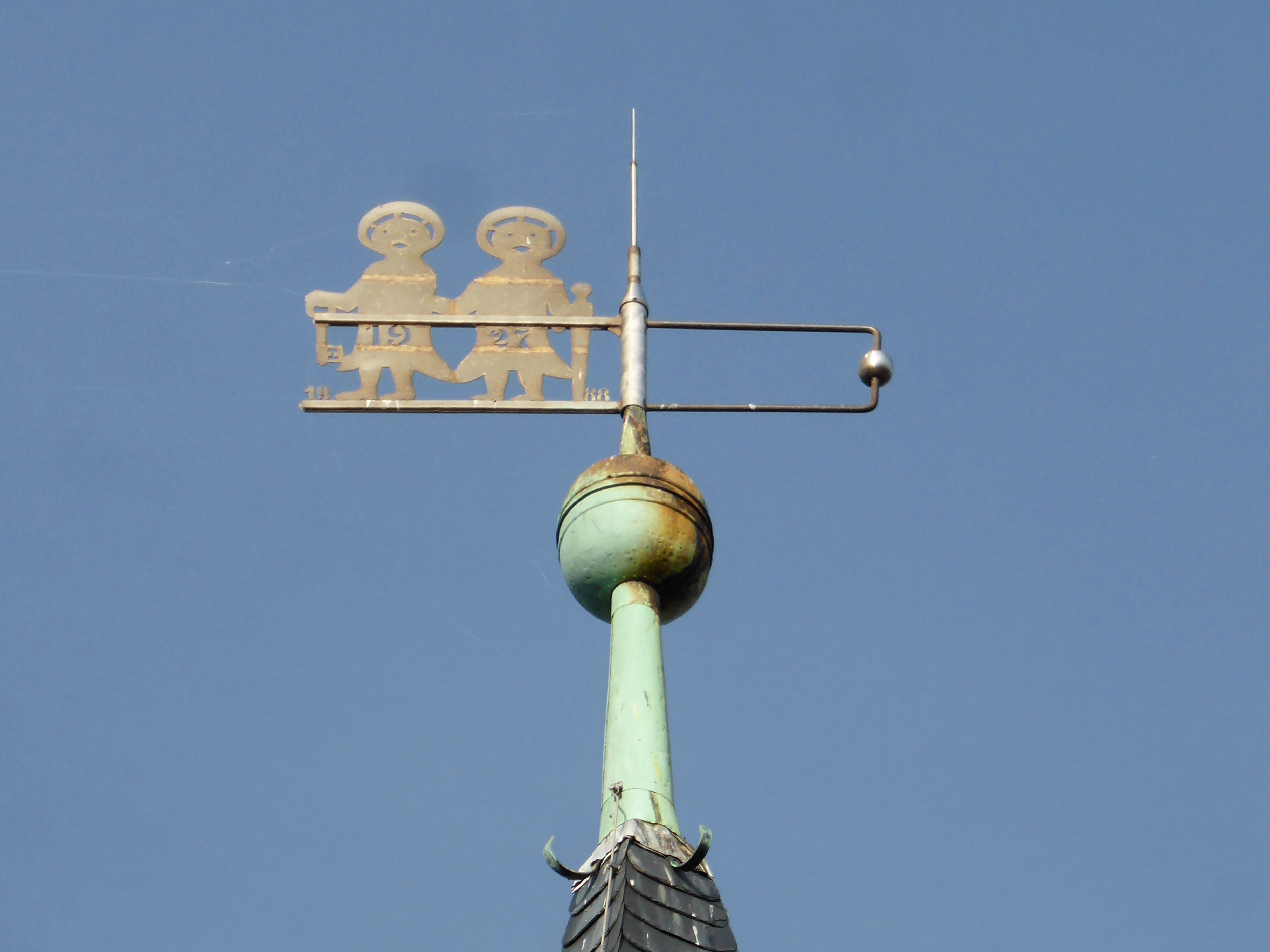
Turmspitze mit Darstellung von Petrus (links, mit Himmelsschlüssel) und Paulus (rechts, mit Schwert)

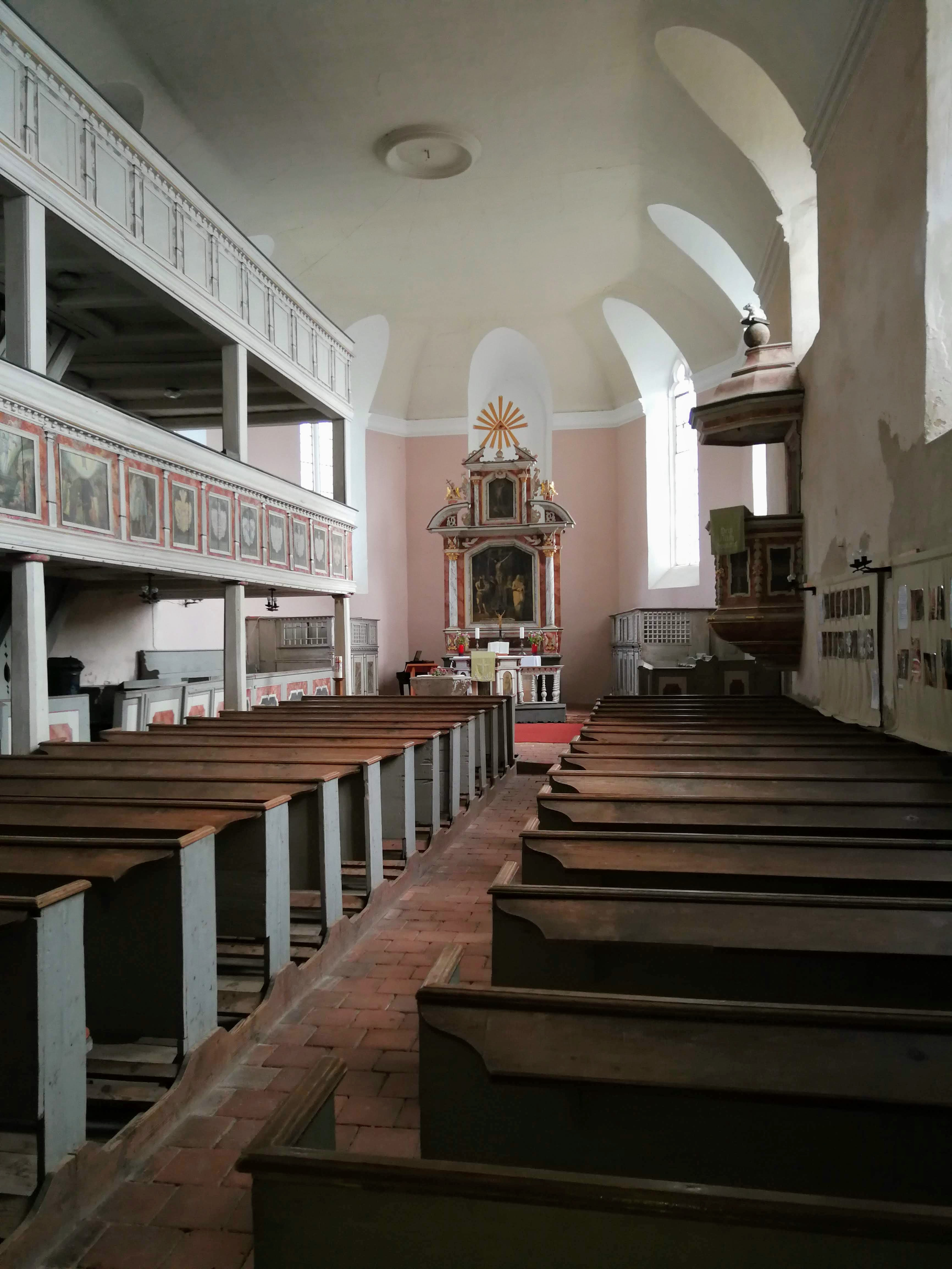
Innenansicht nach Osten

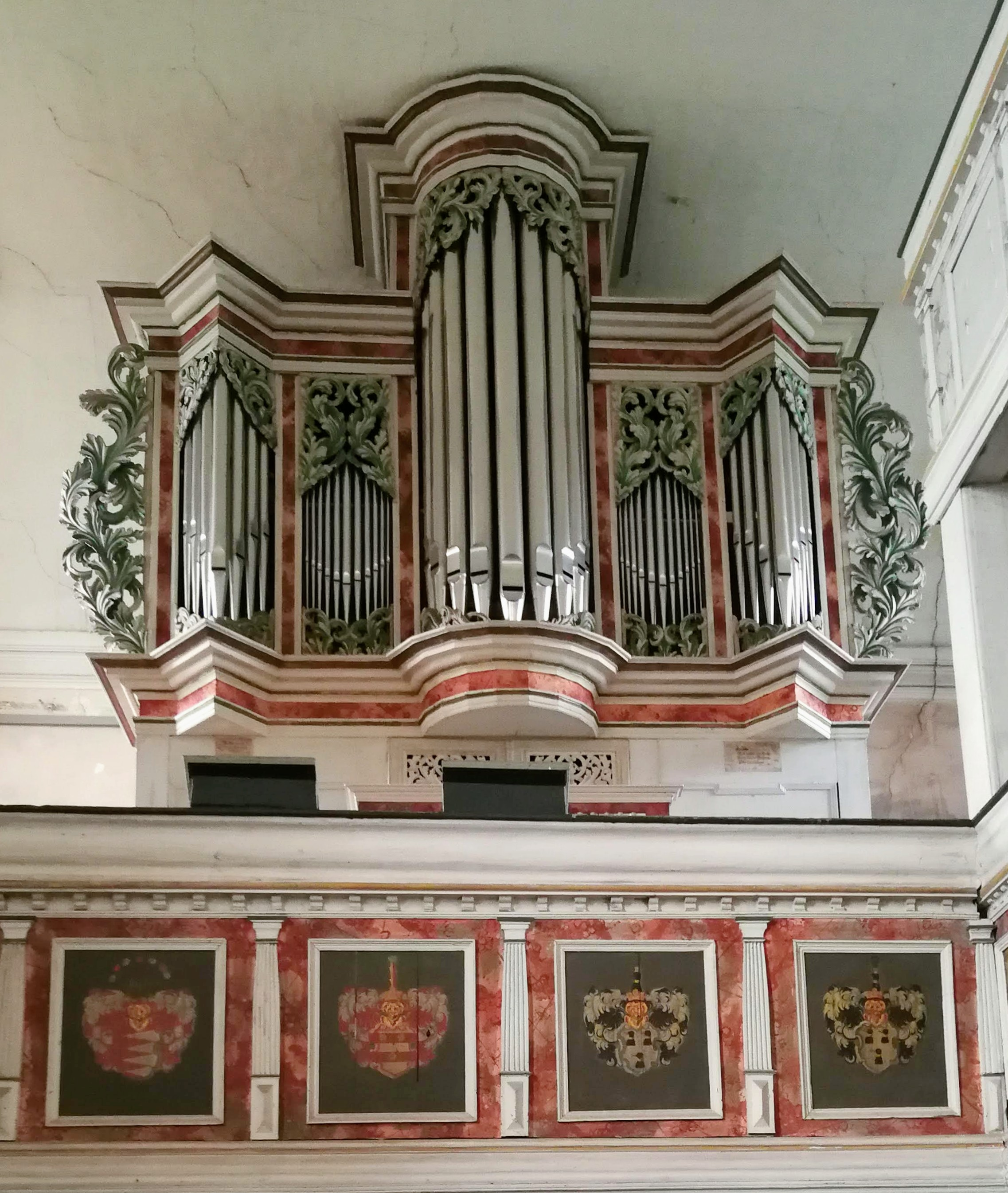
Orgel

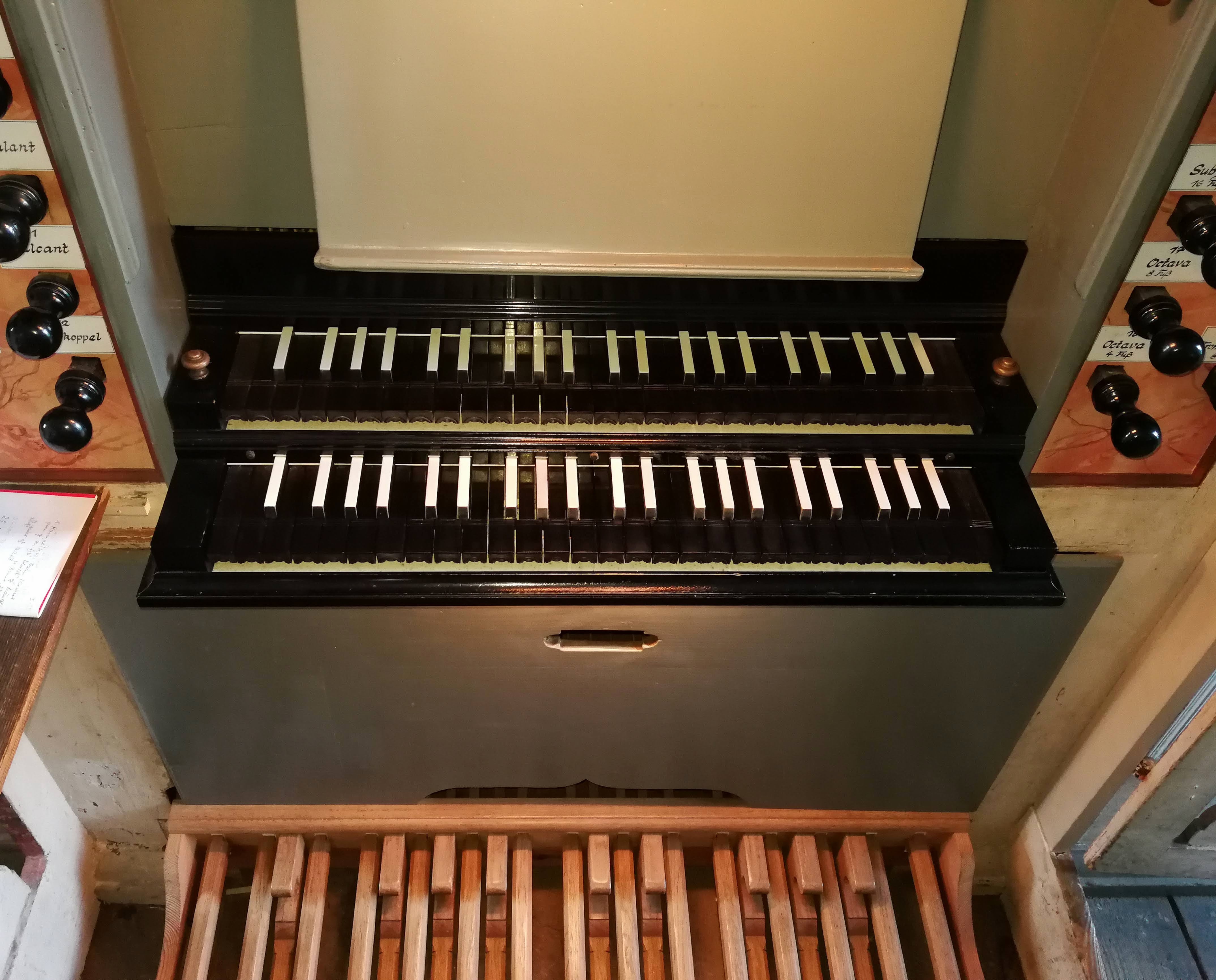
Spielschrank

Die Kirche St. Peter und Paul in Niederndodeleben (Unterdorf) im Landkreis Börde in Sachsen-Anhalt wurde im Jahr 1150 als Wehrkirche gebaut. Die nach den Aposteln Petrus und Paulus benannte Kirche gehört zur Kirchengemeinde Niederndodeleben-Schnarsleben im Kirchenkreis Haldensleben-Wolmirstedt der Evangelischen Kirche in Mitteldeutschland.

## Geschichte und Architektur
Die Kirche ist ein im Kern romanischer, in den Jahren 1709–1711 gotisierend erhöhter und nach Osten verlängerter, verputzter Saalbau aus Bruchsteinmauerwerk mit massivem Westturm aus der zweiten Hälfte des 12. Jahrhunderts. Die Umfassungsmauern des romanischen Bauwerks wurden beim Umbau bis zum Choransatz übernommen. Das Bauwerk wird durch zweiteilige Spitzbogenfenster erhellt, der Chorschluss ist dreiseitig ausgebildet. Das Turmuntergeschoss zeigt eine Gliederung mit Ecklisenen und Rundbogenfries auf Konsolen. Im Glockengeschoss sind paarige Rundbogenöffnungen  angeordnet, deren Mittelsäulchen mit Eckblattbasen, Würfelkapitellen und Sattelkämpfern ausgebildet sind, die Kapitelle sind teilweise ornamentiert. Der achtseitige Turmhelm wurde 1662 erbaut. An der Südseite des Chores ist die Sakristei angebaut, die vermutlich aus der Zeit des Umbaus 1709–1711 stammt und bei der Details wie eine Spitzbogenpforte aus einer Renovierung der Kirche in den Jahren um 1330 wieder verwendet wurden. Vor dem romanischen Portal des Schiffs ist eine Vorhalle von 1711 erbaut. Eine Innenrenovierung der Kirche erfolgte 1947.
Das Turminnere ist in zwei Arkaden zum Schiff geöffnet, die Kämpfer sind mit Schräge und Platte gestaltet. Das Schiffsinnere ist mit Flachdecke über einer Voute mit vermittelnder Schräge gedeckt, in welche die Stichkappen der Spitzbogenfenster hineinragen. Im Westen (mit Datierung 1617) und im Norden sind Emporen angebracht. Die Nordempore ist zweigeschossig gebildet und im unteren Geschoss reich mit Malereien aus den Jahren 1618/1619 versehen, welche Wappenschilde, den heiligen Mauritius, die Passion, Ostern und Himmelfahrt darstellen.

## Ausstattung
Der vielgliedrige Altaraufbau aus dem Jahr 1675 stammt von Philipp Geilfuß aus Magdeburg und zeigt im Zentrum eine Kreuzigung in effektvoller Helldunkelmalerei von Johann Georg Aberkunk aus dem Jahr 1686, die 1947 restauriert wurde. Die kelchförmige Sandsteintaufe mit Stifterinschrift, Bibelsprüchen und Cherubköpfen an der Kuppa sowie Akanthusvoluten am Schaft stammt aus dem Jahr 1684 und wurde von Ruprecht Hofbauer geschaffen. Die barocke Predigerkanzel neben dem Eingang zur Sakristei mit Blumen und Fruchtgehängen am fünfseitigen Korb stammt von 1674 von Geilfuß, die als Kanzelträger zugehörige Petrusfigur ist deponiert. Eine polygonale Kanzel vom Anfang des 17. Jahrhunderts in einem niedrigen Chorgitter ist mit Ecksäulchen versehen und zeigt in den Brüstungsfeldern Malereien, die Christus als Salvator mundi zwischen Mose und Johannes dem Täufer zeigen. Seitlich des Altars befinden sich vergitterte Priecheneinbauten, außerdem barockes Chorgestühl mit den Einsetzungsworten des Abendmahls an den Brüstungen. Über dem Südportal ist ein großes Bildnis des Pfarrers Paulus Crusius angebracht. In der Vorhalle befindet sich das Epitaph des Heidecke Wedding mit einer Kreuzigungsgruppe, Maria Magdalena und dem knienden Stifterpaar, vermutlich von 1469. Hinter dem Altar ist der Grabstein des Paulus Crusius († 1693) zu finden. Zwei mittelalterliche Bronzeglocken stammen aus den Jahren 1375 und 1459.

## Orgel
Eine besondere Kostbarkeit ist die historische Orgel, die im Wesentlichen durch Johann Georg Hartmann 1751 erbaut wurde, wobei Teile des Vorgängerinstruments von Heinrich Compenius dem Jüngeren aus dem Jahr 1611 verwendet wurden; der genaue Anteil der Orgelbauer an der Orgel ist ungeklärt. Sie hat einen reich geschnitzten Prospekt mit drei Pfeifentürmen und reichem Akanthusornament, enthält 19 Register auf zwei Manualen und Pedal und wurde 2002 von Jörg Dutschke restauriert und rekonstruiert. Es finden regelmäßig Konzerte statt. Die Disposition lautet:
| I Hauptwerk CD–c3 |        |
| Principal         | 8′     |
| Gedakt            | 8′     |
| Octava            | 4′     |
| Quinta Dena       | 4′     |
| Quinta            | 3′     |
| Octava            | 2′     |
| Flöthe            | 2′     |
| Tertia            | 1 3⁄5′ |
| Mixtur IV B/D     |        |
| Trompete B/D      | 8′     |

| II Brustpositiv CD–c3 |       |
| Gedact                | 8′    |
| Spitz Flöthe          | 4′    |
| Octava                | 2′    |
| Naßat Quinta          | 1 ⁄3′ |
| Scharf III            |       |

| Pedal CD–c1 |     |
| Sub Bass    | 16′ |
| Octava      | 8′  |
| Octava      | 4′  |
| Posauna     | 16′ |

- Koppeln: BP/HW (Schiebekoppel), HW/P (Ventilkoppel, als Zug)
- Nebenregister und Spielhilfen: Tremulant, Registerzug Calcant (ohne Funktion)
- Stimmtonhöhe a1 = 466 Hz bei 15 °C, Temperierung: Bach-Kellner, Winddruck 70 mmWS

## Tonträger
Barry Jordan: Orgelprofile. Niederndodeleben, Sachsen-Anhalt – St. Peter und Paul, IFO 0 00 99